# Mosaiceratops azumai
Mosaiceratops azumai es la única especie conocida del género extinto Mosaiceratops de dinosaurio ornitisquio  ceratopsio, que vivió a finales del período Cretácico, hace aproximadamente 94 a 72 millones de años, desde el Turoniense al Campaniense, en lo que es hoy Asia

## Descripción
Se puede distinguir a Mosaiceratops por múltiples rasgos autapomórficos los cuales incluyen: la presencia de un evidente surco premaxilar entre el hueso y el maxilar en vista lateral, y el alargamiento de la parte anterior del yugal. Adicionalmente, el taxón parece ser diferente de otros neceratopsios por la amplia proporción entre el premaxilar y el maxilar, siendo el primero más ancho en vista lateral. La presencia de este rasgo es plesiomórfica, ya que es compartida con Psittacosaurus. Sin embargo, el cráneo en general se parece al de taxones avanzados como Aquilops o Liaoceratops. En Mosaiceratops, el premaxilar es desdentado, lo que significa que tiene un borde correoso.

## Descubrimiento e investigación

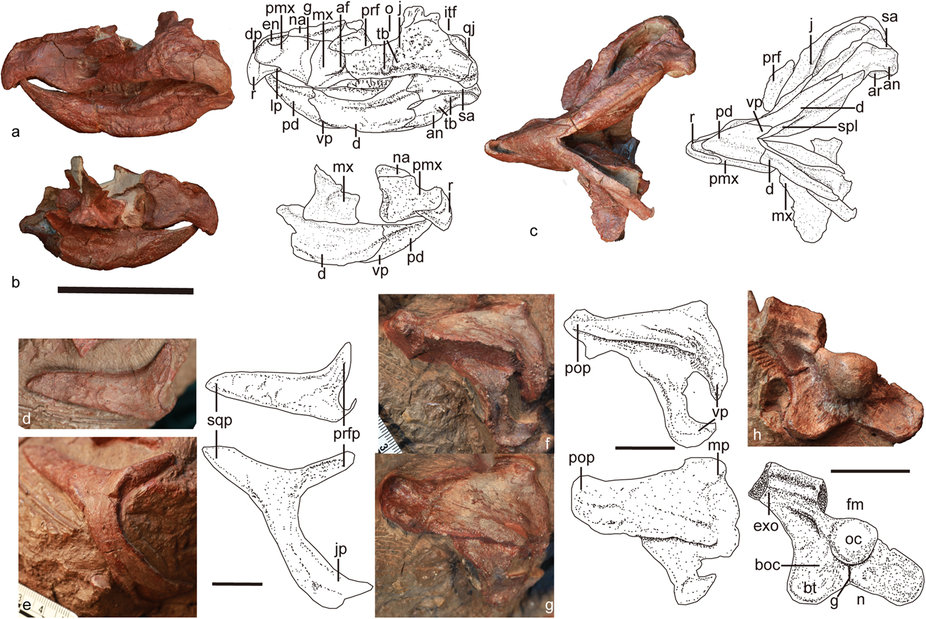
Restos craneales

Mosaiceratops vivió durante el Cretácico superior en lo que hoy es la provincia de Henan en China. El holotipo está representado por un esqueleto incompleto y desarticulado que incluye huesos de la pelvis y de las patas (fémur, tibia, peroné, isquion, ilion, algunas falanges y metatarsos, el calcáneo y el astrágalo), 24 vértebras (3 cervicales, 3 dorsales y 18 caudales), una costilla dorsal, un húmero, un radio y la parte anterior articulada del cráneo con los huesos postorbital y escamosal desarticulados. La parte articulada del cráneo preserva el hueso rostral, el premaxilar, el maxilar, el yugal, cuadratoyugal, dentario, surangular, el hueso angular, la sección anterior del hueso prefrontal, y la parte anterior del hueso nasal.
Descrito por Zheng, Jin & Xu en 2015, basado en fósiles hallados en la Formación Xiaguan en Neixiang. Aunque los análisis filogenéticos han encontrado que es el neoceratopsio más basal, los autores señalaron varios rasgos en los huesos premaxilar y nasal que son compartidos con la familia Psittacosauridae, lo que indica que los neoceratopsios evolucionaron dientes premaxilares dos veces y que los Psittacosauridae no son una familia tan primitiva como se pensaba anteriormente.

## Clasificación

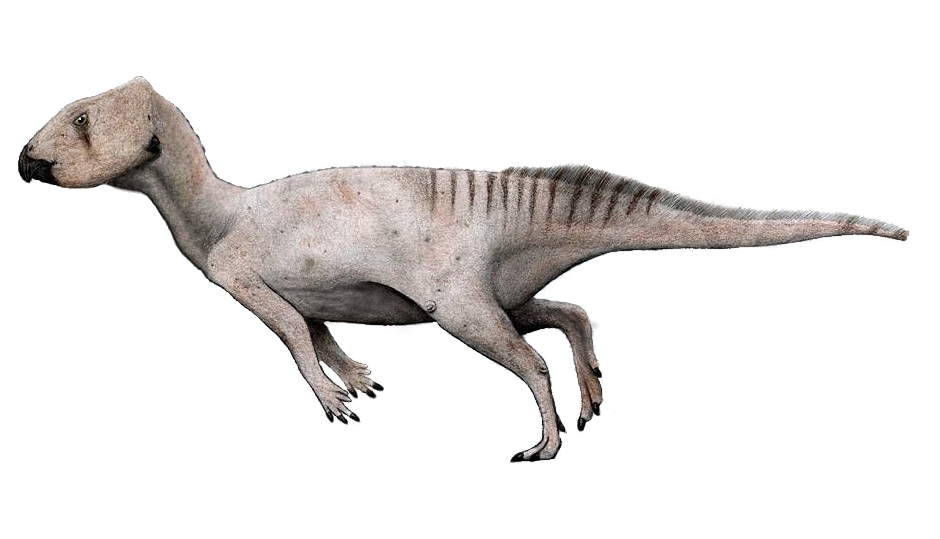
Restauración en vida

Zheng y colaboradores en 2015, los descriptores de Mosaiceratops, recuperaron el género como el neoceratopsiano más basal conocido, más cercano al Triceratops que a Psittacosaurus. Antes de la descripción de Mosaiceratops, el neoceratopsiano más basal conocido era Aquilops o Liaoceratops, según el análisis. Sin embargo, señalaron que esta posición no fue fuertemente apoyada en su análisis filogenético, reconociendo la posibilidad de que Mosaiceratops represente al taxón hermano de Psittacosaurus, en cuyo caso el nombre Psittacosauridae sería restablecido. En su descripción de la postcrania de Yinlong , Han et al. en 2018 señalaron que la naris externa de Mosaiceratops no estaba tan posicionada como en Psittacosaurus y recuperó Mosaiceratops como más derivado que Liaoceratops y Aquilops.